# Coppa panamericana femminile under 23 di pallavolo 2023
La Coppa panamericana femminile under 23 di pallavolo 2023, 6ª edizione dell'omonima competizione femminile di pallavolo, si è svolta dal 18 al 23 luglio 2023 a Hermosillo, in Messico: al torneo hanno partecipato otto squadre nazionali under 23 nordamericane e sudamericane e la vittoria finale è andata per la sesta volta consecutiva alla Rep. Dominicana.

## Impianti
|                                                                      |  |  |
|                                                                      |  |  |
| Arena Sonora Città: Hermosillo Capienza: 3 500 Anno d'apertura: 1969 |  |  |

## Regolamento

### Formula
Le squadre hanno disputato una prima fase a gironi con formula del girone all'italiana; al termine della prima fase:
- Le due migliori prime classificate hanno acceduto direttamente alle semifinali.
- La terza migliore prima classificata e le seconde classificate hanno acceduto ai quarti di finale; le due formazioni vincitrici hanno acceduto alle semifinali, mentre le due sconfitte hanno acceduto alla finale per il quinto posto.
- Le migliore terza classificata ha acceduto direttamente alla finale per il settimo posto.
- Le altre due terze classificate hanno acceduto alla finale per il nono posto; la formazione vincitrice ha acceduto alla finale per settimo posto.

### Criteri di classifica
Se il risultato finale è stato di 3-0 sono stati assegnati 5 punti alla squadra vincente e 0 a quella sconfitta, se il risultato finale è stato di 3-1 sono stati assegnati 4 punti alla squadra vincente e 1 a quella sconfitta, se il risultato finale è stato di 3-2 sono stati assegnati 3 punti alla squadra vincente e 2 a quella sconfitta.
L'ordine del posizionamento in classifica è stato definito in base a:
- Numero di partite vinte;
- Punti;
- Ratio dei set vinti/persi;
- Ratio dei punti realizzati/subiti;
- Risultati degli scontri diretti.

## Squadre partecipanti
| Squadra         | Qualificazione      | Ultima partecipazione |
| --------------- | ------------------- | --------------------- |
| Argentina       | -                   | Perù 2016             |
| Canada          | -                   | Perù 2012             |
| Costa Rica      | -                   | Messico 2021          |
| Cuba            | -                   | Perù 2018             |
| Honduras        | -                   | Debutto               |
| Messico         | Paese organizzatore | Messico 2021          |
| Perù            | -                   | Perù 2018             |
| Rep. Dominicana | -                   | Messico 2021          |

## Torneo

### Fase a gironi
| Girone A        | Girone B   |
| --------------- | ---------- |
| Canada          | Argentina  |
| Cuba            | Costa Rica |
| Perù            | Honduras   |
| Rep. Dominicana | Messico    |

#### Girone A

##### Risultati
| 18 luglio 2023 Arena Sonora, Hermosillo Durata: 1h:53 - Spettatori: 100 | Cuba            | 1 - 3 | Perù            | 25-23, 22-25, 19-25, 20-25 |
| 18 luglio 2023 Arena Sonora, Hermosillo Durata: 1h:17 - Spettatori: 800 | Rep. Dominicana | 3 - 0 | Canada          | 26-24, 25-18, 25-15        |
| 19 luglio 2023 Arena Sonora, Hermosillo Durata: 1h:47 - Spettatori: 100 | Canada          | 3 - 1 | Cuba            | 25-18, 24-26, 25-19, 26-24 |
| 19 luglio 2023 Arena Sonora, Hermosillo Durata: 1h:53 - Spettatori: 500 | Perù            | 1 - 3 | Rep. Dominicana | 23-25, 20-25, 25-22, 19-25 |
| 20 luglio 2023 Arena Sonora, Hermosillo Durata: 1h:46 - Spettatori: 100 | Perù            | 3 - 1 | Canada          | 25-14, 25-19, 20-25, 25-17 |
| 20 luglio 2023 Arena Sonora, Hermosillo Durata: 1h:20 - Spettatori: 900 | Rep. Dominicana | 3 - 0 | Cuba            | 25-20, 25-16, 25-23        |

##### Classifica
| Pos. | Squadra         | Pt | G | V | P | SV | SP | Ratio | PF  | PS  | Ratio |
| ---- | --------------- | -- | - | - | - | -- | -- | ----- | --- | --- | ----- |
| 1    | Rep. Dominicana | 14 | 3 | 3 | 0 | 9  | 1  | 9,000 | 248 | 203 | 1,221 |
| 2    | Perù            | 9  | 3 | 2 | 1 | 7  | 5  | 1,400 | 280 | 258 | 1,085 |
| 3    | Canada          | 5  | 3 | 1 | 2 | 4  | 7  | 0,571 | 232 | 258 | 0,899 |
| 4    | Cuba            | 0  | 3 | 0 | 3 | 2  | 9  | 0,222 | 232 | 273 | 0,849 |

#### Girone B

##### Risultati
| 18 luglio 2023 Arena Sonora, Hermosillo Durata: 1h:02 - Spettatori: 300   | Argentina  | 3 - 0 | Costa Rica | 26-24, 25-18, 25-15               |
| 18 luglio 2023 Arena Sonora, Hermosillo Durata: 1h:07 - Spettatori: 2 000 | Messico    | 3 - 0 | Honduras   | 25-11, 25-13, 25-14               |
| 19 luglio 2023 Arena Sonora, Hermosillo Durata: 1h:08 - Spettatori: 300   | Honduras   | 0 - 3 | Argentina  | 16-25, 13-25, 11-25               |
| 19 luglio 2023 Arena Sonora, Hermosillo Durata: 1h:17 - Spettatori: 800   | Costa Rica | 0 - 3 | Messico    | 11-25, 15-25, 21-25               |
| 20 luglio 2023 Arena Sonora, Hermosillo Durata: 1h:43 - Spettatori: 300   | Honduras   | 1 - 3 | Costa Rica | 25-23, 16-25, 14-25, 19-25        |
| 20 luglio 2023 Arena Sonora, Hermosillo Durata: 2h:08 - Spettatori: 1 500 | Messico    | 3 - 2 | Argentina  | 25-17, 23-25, 27-25, 11-25, 15-12 |

##### Classifica
| Pos. | Squadra    | Pt | G | V | P | SV | SP | Ratio | PF  | PS  | Ratio |
| ---- | ---------- | -- | - | - | - | -- | -- | ----- | --- | --- | ----- |
| 1    | Messico    | 13 | 3 | 3 | 0 | 9  | 2  | 4,500 | 251 | 189 | 1,328 |
| 2    | Argentina  | 12 | 3 | 2 | 1 | 8  | 3  | 2,666 | 254 | 177 | 1,435 |
| 3    | Costa Rica | 4  | 3 | 1 | 2 | 3  | 7  | 0,428 | 181 | 224 | 0,808 |
| 4    | Honduras   | 1  | 3 | 0 | 3 | 1  | 9  | 0,111 | 152 | 248 | 0,612 |

### Fase finale
|  | Quarti | Quarti     | Quarti |  |  | Semifinali | Semifinali      | Semifinali |  |                 | Finale          | Finale          | Finale |
|  |        |            |        |  |  |            |                 |            |  |                 |                 |                 |        |
|  |        |            |        |  |  | 1A         | Rep. Dominicana | 3          |  |                 |                 |                 |        |
|  |        |            |        |  |  | 1A         | Rep. Dominicana | 3          |  |                 |                 |                 |        |
|  |        |            |        |  |  | 2B         | Argentina       | 1          |  |                 |                 |                 |        |
|  | 2B     | Argentina  | 3      |  |  | 2B         | Argentina       | 1          |  |                 |                 |                 |        |
|  | 2B     | Argentina  | 3      |  |  |            |                 |            |  |                 |                 |                 |        |
|  | 3A     | Canada     | 0      |  |  |            |                 |            |  |                 |                 |                 |        |
|  | 3A     | Canada     | 0      |  |  |            |                 |            |  | 1A              | Rep. Dominicana | 3               |        |
|  |        |            |        |  |  |            |                 |            |  | 1A              | Rep. Dominicana | 3               |        |
|  |        |            |        |  |  |            |                 |            |  |                 | 1B              | Messico         | 1      |
|  |        |            |        |  |  |            |                 |            |  |                 | 1B              | Messico         | 1      |
|  |        |            |        |  |  |            |                 |            |  |                 |                 |                 |        |
|  |        |            |        |  |  |            |                 |            |  |                 |                 |                 |        |
|  |        |            |        |  |  | 1B         | Messico         | 3          |  | Finale 3° posto | Finale 3° posto | Finale 3° posto |        |
|  |        |            |        |  |  | 1B         | Messico         | 3          |  |                 |                 |                 |        |
|  |        |            |        |  |  | 2A         | Perù            | 0          |  |                 | 2B              | Argentina       | 3      |
|  | 2A     | Perù       | 3      |  |  |            | Perù            | 0          |  |                 | 2B              | Argentina       | 3      |
|  | 2A     | Perù       | 3      |  |  |            |                 |            |  | 2A              | Perù            | 1               |        |
|  | 3B     | Costa Rica | 0      |  |  |            |                 |            |  |                 | Perù            | 1               |        |
|  | 3B     | Costa Rica | 0      |  |  |            |                 |            |  |                 |                 |                 |        |

#### Quarti di finale
| 21 luglio 2023 Arena Sonora, Hermosillo Durata: 1h:16 - Spettatori: 200 | Argentina | 3 - 0 | Canada     | 26-19, 25-18, 25-18 |
| 21 luglio 2023 Arena Sonora, Hermosillo Durata: 1h:11 - Spettatori: 350 | Perù      | 3 - 0 | Costa Rica | 25-10, 25-14, 25-9  |

#### Semifinali
| 22 luglio 2023 Arena Sonora, Hermosillo Durata: 1h:49 - Spettatori: 2 000 | Rep. Dominicana | 3 - 1 | Argentina | 20-25, 25-18, 25-13, 25-19 |
| 22 luglio 2023 Arena Sonora, Hermosillo Durata: 1h:20 - Spettatori: 2 500 | Messico         | 3 - 0 | Perù      | 25-21, 25-17, 25-21        |

#### Finale 3º posto
| 23 luglio 2023 Arena Sonora, Hermosillo Durata: 1h:57 - Spettatori: 3 000 | Argentina | 3 - 1 | Perù | 24-26, 25-19, 25-21, 25-21 |

#### Finale
| 23 luglio 2023 Arena Sonora, Hermosillo Durata: 1h:43 - Spettatori: 3 500 | Rep. Dominicana | 3 - 1 | Messico | 25-18, 23-25, 25-12, 26-24 |

### Finale 5º e 7º posto
|  | Semifinali | Semifinali | Semifinali |      |    | Finale 5º posto | Finale 5º posto | Finale 5º posto |  |
|  |            |            |            |      |    |                 |                 |                 |  |
|  | 3A         | Canada     | 3          |      |    |                 |                 |                 |  |
|  | 3A         | Canada     | 3          |      |    |                 |                 |                 |  |
|  | 4B         | Honduras   | 0          |      |    |                 |                 |                 |  |
|  | 4B         | Honduras   | 0          |      | 3A | Canada          | 3               |                 |  |
|  |            |            |            |      | 3A | Canada          | 3               |                 |  |
|  |            |            | 4A         | Cuba | 0  |                 |                 |                 |  |
|  | 3B         | Costa Rica | 4A         | Cuba | 0  | 3               |                 |                 |  |
|  | 3B         | Costa Rica |            |      |    | 3               |                 |                 |  |
|  | 4A         | Cuba       | 0          |      |    | Finale 7º posto | Finale 7º posto | Finale 7º posto |  |
|  | 4A         | Cuba       | 0          |      |    |                 |                 |                 |  |
|  |            |            |            |      |    |                 |                 |                 |  |
|  |            |            |            |      |    | 4B              | Honduras        | 3               |  |
|  |            |            |            |      |    | 4B              | Honduras        | 3               |  |
|  |            |            |            |      |    | 3B              | Costa Rica      | 2               |  |

#### Semifinali
| 22 luglio 2023 Arena Sonora, Hermosillo Durata: 1h:07 - Spettatori: 75  | Honduras | 0 - 3 | Canada     | 13-25, 13-25, 12-25 |
| 22 luglio 2023 Arena Sonora, Hermosillo Durata: 1h:20 - Spettatori: 300 | Cuba     | 3 - 0 | Costa Rica | 25-18, 25-21, 25-20 |

#### Finale 7º posto
| 23 luglio 2023 Arena Sonora, Hermosillo Durata: 1h:10 - Spettatori: 300 | Canada | 3 - 0 | Cuba | 26-18, 25-9, 25-20 |

#### Finale 5º posto
| 23 luglio 2023 Arena Sonora, Hermosillo Durata: 2h:15 - Spettatori: 200 | Honduras | 3 - 2 | Costa Rica | 13-25, 25-18, 25-23, 19-25, 15-13 |

## Classifica finale
| Pos     | Squadra         | Rosa |
| ------- | --------------- | --- |
| Oro     | Rep. Dominicana | Formazione: 1 Heredia, 2 I. Rodríguez, 5 Soler, 6 de la Rosa, 11 González, 12 Guillén, 13 A. Rodríguez, 17 Tapia, 20 C. Martínez, 23 Cuevas, 24 V. Martínez, 25 Terrero, CT: Pacheco |
| Argento | Messico         | Formazione: 2 Maldonado, 3 Esquer, 4 Cruz, 6 Soto, 7 Ung, 8 Goris, 9 Ramírez, 10 Márquez, 12 Pérez, 15 Herrera, 18 Félix, 23 Oregel, CT: León                                        |
| Bronzo  | Argentina       | Formazione: 1 N. Pérez, 2 Balagué, 6 Aruga, 7 C. Pérez, 12 Margaría, 13 García, 14 Studer, 15 Otamendi, 16 Llanos, 18 Ossvald, 19 Márquez, 20 Caballero, CT: Ambrosini               |
| 4       | Perù            | Formazione: 1 Anchante, 3 M.P. Rodríguez, 4 Alarcón, 6 Vigil, 7 Shanaiya, 8 López, 9 P. Cuya, 12 Muñoz, 13 J. Rodríguez, 15 Vicente, 17 J. Cuya, 22 Barboza, CT: Hervás              |
| 5       | Canada          | Formazione: 5 Noble, 6 Calnan, 9 Plouffe, 12 Andrews, 17 Georgiadis, 20 Borowski, 22 Kolody, 23 Austin, 25 Lemire, 28 Surinx, 31 Rivest, 33 Gray, CT: O'Dwyer                        |
| 6       | Cuba            | Formazione: 1 Grafort, 3 Kindelan, 4 Garcia, 6 de la Peña, 9 Nold, 10 Chacón, 13 Reyes, 14 Tarín, 16 Castillo, 19 Ruiz, 21 James, 22 Hernández, CT: Robinson                         |
| 7       | Honduras        | Formazione: 2 Durón, 4 Zuñiga, 5 Vásquez, 6 Núñez, 7 López, 8 Medina, 9 Chávez, 10 Gómez, 12 Oyuela, 14 Reyes, 15 Siliezar, 17 Aceituno, CT: Ulloa                                   |
| 8       | Costa Rica      | Formazione: 2 Salazar, 4 Abarca, 5 Thompson, 6 Castro, 7 Mata, 9 Arroyo, 12 Campos, 15 Vargas, 16 Blackwood, 17 Agüero, 20 Torres, 25 Acavedo, CT: Carvajal                          |

|  |  | Qualificate ai II Giochi panamericani giovanili |

## Premi individuali
| Premio                 | Nome                  | Squadra         |
| ---------------------- | --------------------- | --------------- |
| MVP                    | Ariana Rodríguez      | Rep. Dominicana |
| Miglior realizzatrice  | Sofía Maldonado       | Messico         |
| Miglior servizio       | Ximena Cruz           | Messico         |
| Miglior difesa         | Pamela Cuya           | Perù            |
| Miglior ricevitrice    | Victoria Caballero    | Argentina       |
| Miglior palleggiatrice | Ariana Rodríguez      | Rep. Dominicana |
| Miglior opposto        | María Paula Rodríguez | Perù            |
| Miglior schiacciatrice | Sofía Maldonado       | Messico         |
| Miglior schiacciatrice | Flormarie Heredia     | Rep. Dominicana |
| Miglior centrale       | Geraldine González    | Rep. Dominicana |
| Miglior centrale       | Florangel Terrero     | Rep. Dominicana |
| Miglior libero         | Pamela Cuya           | Perù            |